# Biikenbrennen – Der Fluch des Meeres
Biikenbrennen – Der Fluch des Meeres ist ein deutscher Horrorfilm aus dem Jahr 1999. Der Film entstand unter der Regie von Sebastian Niemann und war mit Christoph M. Ohrt, Anja Kling und Hans Diehl in den Hauptrollen besetzt. Der Film wurde erstmals am 29. Oktober 1999 auf ProSieben gezeigt.

## Handlung
Im Vorspann geht ein Nachtwächter seine Runde in einem kleinen Museum an der Küste. An einem ausgestellten Schiffsrumpf unbekannten Typs aus dem 16. Jahrhundert, das einer Tafel nach um 1590 in der Elbmündung gesunken sein soll, wird dem Nachtwächter von einem gespenstischen Unbekannten die Kehle durchgeschnitten. Das ausgestellte Schiffswrack verschwindet spurlos von seinem Gestell.
In dem fiktiven Ort Ottenkoog an der Nordseeküste nähern sich im Jahre 1998 zu später Stunde drei Kinder in Piratenverkleidung mit Laternen einem Haus, an dessen Tür sie läuten um eine Gabe zu erbitten. Dabei singen sie ein Lied, dessen Text lautet: „Wavlew kommt in dieser Nacht mit seinen Mannen übers Meer. Wavlew hat den Tod gebracht. Er gibt die Uns’ren nicht mehr her. Von uns genommen das Kind allein, soll Pfand für all die Schätze sein …“
Bei dem Haus, vor dem ein Stapel Brennholz aufgeschichtet ist, handelt sich um den ehemaligen Besitz eines gewissen Claas Petersen. Es wurde erst vor kurzem von dem Hamburger Softwareentwickler, Unternehmer und Witwer Marc Fölster erworben. Er zog aus der Großstadt mit seiner an Asthma erkrankten Tochter Johanna an die Nordseeküste in den fiktiven Ort Ottenkoog. Die salzhaltige Luft soll dem Mädchen Linderung verschaffen.
Generös überlässt Fölster den Kindern, die für ihn eine Art von Sternsingern verkörpern, einen 50-DM-Schein, den die Kinder betroffen und ratlos entgegennehmen. Ihnen ging es in erster Linie um kleine Gaben, Spielsachen, Süßigkeiten u. ä., wie der nach den Kindern ins Haus kommende Dorfälteste Hans-Heinrich Hansen erklärt. Dieser erläutert dem skeptischen Städter das Wesen der Tradition dieser kleinen Kinderprozession und bittet den Neu-Ottenkooger Fölster bei dieser Gelegenheit, auf dessen Grundstück das Biikenbrennen abhalten zu dürfen. Dieses sei seit 410 Jahren ungebrochene Tradition und den Dörflern überaus wichtig.
Fölster lehnt arrogant und schroff mit dem Hinweis ab, dieses sei sein von ihm rechtens erworbenes Grundstück und das Risiko der Gefährdung seines Hauses durch das Feuer wiege für ihn mehr als obskure Traditionen. Hansen insistiert, wird aber von Fölster aus dem Hause geworfen.
Wenig später macht Hansen die Bekanntschaft der attraktiven Meereskundlerin Dr. Tanja Speichert. Diese weilt zu Forschungszwecken in Ottenkoog und stieß während ihrer Arbeit auf unerklärliche Anomalien auf dem Meer, deren Daten sie an ihre Universität übermitteln will. Während dieses Übertragungsvorgangs versagt der Rechner und dessen peripheren Geräte. Sie bittet daher Fölster, dessen Rechner nutzen zu dürfen.
Die Ottenkooger versammeln sich in der Kirche des Dorfes und entrüsten sich über die Weigerung Fölsters, das Biikenbrennen zu genehmigen. Hansen versucht vergeblich zu beschwichtigen.
Am Abend desselben Tages besucht Dr. Speichert Marc Fölster, um weitere Daten transferieren zu können. Während sie mit Fölsters Tochter am Tisch sitzen, zerschlägt ein abgebrochener Ast das Küchenfenster. Sowohl das Kaminfeuer als auch die Tischkerze verlöschen plötzlich. Während Fölster vor das Haus nach dem abgebrochenen Ast schaut, sieht er eine schemenhafte Gestalt am nächtlichen Strand. Er wird von dem unheimlichen Fremden niedergeschlagen. Dieser dringt darauf in Fölsters Haus ein und entführt Johanna.
Als Fölster ins Haus zurückkehrt, steckt in der Tischplatte ein altertümlicher Dolch, mit dem eine Botschaft in das Holz geritzt wurde: „All hav to me – De lev to de – De lad top filt“. (Alle Habe für mich – Das Leben für dich – die Truhe bis oben gefüllt). Fölster schiebt die Entführung der Rachsucht der Ottenkooger für das Verbot des diesjährigen Biikenbrennens zu. Als Drahtzieher vermutet er den alten Hansen, den er zur Rede stellt. In maßloser Arroganz beleidigt er die Ottenkooger als zurückgebliebene, „hirnlose Ureinwohner“.
Skeptisch geworden und noch über das Phänomens des plötzlichen Verlöschens der Kerze sinnierend, wendet sich Fölster an das örtliche Museum, um mehr über die Hintergründe jener Traditionen zu erfahren, über welche Hansen ihm andeutungsweise berichtet hat. Dabei findet er in alten Aufzeichnungen, in denen der Ortsname noch Ohdenkrog geschrieben wurde, die Geschichte von dem Piraten Wavlew, der die Küstenorte überfiel und dort Kinder raubte. Für ihre Rückgabe machte er zur Bedingung, dass seine Truhe bis an den Rand gefüllt werde. Obwohl die Dörfler immer zusammenstanden und all ihre Habe für die Auslösung des jeweils einen Kindes aus ihrer Mitte gaben, hielt sich der ruchlose Seeräuber oftmals nicht an die Abmachung, warf die geraubten Kinder stattdessen über Bord und ließ sie ertrinken.
Die im Museum ausgestellte Chronik stammt aus dem Eigentum Hansens. Mehr denn je davon überzeugt, dass Hansen hinter dem Komplott um die Entführung seiner Tochter, greift Fölster Hansen an und bringt ihn beinahe um. Dr. Speichert schlägt den hochgradig aggressiven Fölster mit einem Belegnagel nieder.
Fölster erhält den Hinweis, sich an den im Orte ansässigen von Bütow zu wenden, der mit der Ortsgeschichte vertraut sei und dessen Vorfahren seit Jahrhunderten das Amt eines Deichgrafen innehaben. Dessen herrschaftlicher Sitz war Fölster bereits früher aufgefallen. Gemeinsam mit Dr. Speichert sucht er den im Rollstuhl sitzenden, uralten von Bütow auf. Dieser identifiziert das Messer, welches Fölster in seiner Tischplatte vorfand, als einen Dolch des 16. Jahrhunderts. Von Bütow erklärt Fölster weitere Hintergründe der Wavlew-Sage. Dabei kommt zur Sprache, dass es einzig Claas Petersens Feuer war, das die verfluchten Seelen Wavlews und seiner Piraten hinderte, festes Land zu betreten und noch nach ihrem Tode ihr Treiben fortzusetzen. Erst die Weigerung Fölsters ebnete dem Geist des toten Wavlew wieder den Weg an Land. Das Verlöschen des Kaminfeuers und der Kerze erklärt von Bütow mit der „Seelenkälte“ Wavlews, das jedes Feuer – außer eben jenes von Claas Petersen – verlöschen ließe. Von Bütow erklärt Fölster, Wavlew sei zurückgekehrt, weil er im Jahre 1586 um sein erpresstes Geld betrogen wurde. Die Dorfbewohner hätten all ihren Besitz zu Claas Petersen gebracht, dessen Tochter Maria Luise als letzte von Wavlew entführt worden war. Doch bevor Petersen die Truhe übergeben konnte sei sie verschwunden. Niemand wisse mehr, wo die Truhe und der darin befindliche Schatz sei. Fölster müsse seine Habe mobilisieren, wenn ihm seine Tochter lieb sei. Er weist seine Bank an, ihm sein Vermögen in Goldbarren zu überstellen.
Gemeinsam mit Dr. Speichert und Hansen fährt Fölster auf die See hinaus. Sie begegnen dem Geisterschiff Wavlews. Verzerrt hört Fölster die Hilferufe seiner Tochter und rennt aufs Vorderdeck. Während er sich umdreht sieht er, wie Wavlew den alten Hansen in der Kajüte hinter dem Steuerrad erdolcht. Der sterbende Hansen nimmt Fölster das Versprechen ab, ihn nicht auf See zu lassen.
In Hansens Haus entdeckt Fölster ein Buch, in dem von Bütow auf Bildern aus verschiedenen Epochen abgebildet ist. Fölster mutmaßt, dass es sich über die Jahrhunderte hinweg um ein und dieselbe Person handelt, zumal im Kirchenbuch zwar die Geburt von Bütows verzeichnet ist, nicht aber dessen Tod. Fölster fällt auf, dass von Bütow auf allen Bildern sitzt. Es dämmert Fölster, dass es von Bütow gewesen sein muss, der nach seinem Zuzug nach Ohdenkrog die Truhe, die für Petersen gefüllt worden war, entwendet haben und sich von deren Inhalt sein großes Anwesen finanziert haben muss. Fölster sucht von Bütow auf und stellt ihn zur Rede. Dabei reißt er von Bütow aus dem Rollstuhl. Sobald von Bütow mit seinen Füßen den Fußboden berührt, beginnt dieser sich unter von Bütow zu verflüssigen. Im Verlauf eines Streits schießt von Bütow auf Fölster und wird von diesem daraufhin aus dem Rollstuhl gestoßen. Von Bütow versinkt augenblicklich in dem verflüssigten Fußboden, der sich hinter ihm sofort wieder verfestigt. Der ehemalige Pirat taucht auf der Wasseroberfläche der Nordsee unmittelbar vor dem Bug des Piratenschiffs seines Kapitäns Wavlew auf. Zwar versucht er noch schwimmend zu fliehen, wird aber von dem untoten Piraten eingeholt.
In dem Bemühen, Fölster zu unterstützen, läutet Dr. Speichert die Dorfbewohner in der Kirche zusammen. Während Fölster hilflos vor der in von Bütows Keller wiedergefundenen Truhe steht und hysterisch konstatiert, dass er nicht einmal den Boden der Truhe zu bedecken in der Lage ist, finden sich die Dorfbewohner bei ihm ein und bringen ihm ihre Habe. Ihnen gelingt es gemeinsam, die Truhe bis an den Rand zu füllen. Tief beschämt erkennt Fölster die Solidarität der Ottenkooger, die er noch wenige Tage zuvor als degeneriert und inzestuös diffamiert hat.
Fölster fährt mit einem Kutter hinaus in den nächtlichen Hafen und übergibt die Truhe der See, die wie von selbst auf das neben ihm liegende Geisterschiff zusteuert. Als dieses sich zu entfernen droht, ohne dass Johanna freigelassen wird, entschließt sich Fölster, das Geisterschiff zu rammen und anzuzünden, da, wie er ja weiß, Wavlew das Feuer fürchtet. Da er aber wegen der Präsenz des Gespenstes selbst kein Feuer zu entzünden in der Lage ist, schießt Dr. Speichert vom Land aus den dieselgetränkten Kutter mit einer Signalpistole in Brand. Johanna, die in einem am Mast des Piratenschiffs befestigten Käfig gefangen gehalten wird, versinkt mit dem brennenden Schiff in der See. Im letzten Augenblick gelingt es Fölster, den Käfig unter Wasser zu öffnen und seine Tochter zu befreien. Dabei wird er von dem glühenden Geist Wavlews attackiert. Es gelingt Fölster, das Gespenst mit einem Dolchstoß abzuwehren. Das Gespenst scheint sich aufzulösen und in den Fluten zu versinken.
Wieder zu Hause bringt Fölster seine Tochter zu Bett. Als er seine Stube betritt, erscheint ihm der Geist des toten Hansen, der ihn noch einmal fragt, ob das Biikenbrennen stattfinden dürfe. Der geläuterte Fölster willigt diesmal ein.
In der Schlussszene sieht man noch einmal das im Museum aufgestellte Piratenschiff. Nachdem der Nachtwächter es mit seiner Taschenlampe passiert hat, läuft ein schmales Rinnsal Wasser das Ruder hinab.

## Sonstiges
Das Kirchenbuch strahlt wenig Authentizität aus: Die Einträge aus dem Ende des 16. Jahrhunderts sind hochdeutsch und in lateinischer Schrift abgefasst. Schriftzeugnisse aus dieser Zeit und in diesem geographischen Raum aber waren im Allgemeinen in Plattdeutsch und in deutscher Schrift abgefasst. Ebenfalls ungewöhnlich erscheint, dass viele der im Kirchenbuch verzeichneten Personen lediglich mit Ruf- und Familiennamen aufgelistet stehen. Gewöhnlich fanden sich in dieser amtlichen Dokumentation alle Vornamen der Person.